# Giuseppe Gallo (politico)
Giuseppe Gallo (Gioia del Colle, 12 giugno 1950) è un politico italiano.

## Biografia
Alle elezioni politiche del 2001 è eletto deputato con la lista Abolizione scorporo collegata ad Alleanza Nazionale. Dal 2001 al 2006  è stato membro della XIV Commissione politiche dell’Unione europea e, dal 2003 al 2004, della IX Commissione trasporti, poste e telecomunicazioni.